# Rose Bowl
Rose Bowl er et stadion i Pasadena i Californien, USA, der er hjemmebane for både NCAA-klubben UCLA Bruins, og blev bygget til Rose Bowl Game.
Rose Bowl har 5 gange, i 1977, 1980, 1983, 1987 og 1993 været vært for Super Bowl, finalen i NFL-ligaen.